# برج تون مصطفی
برج تون مصطفی (به لاتین: Tun Mustapha Tower) یک آسمان‌خراش در مالزی است که در کوتا کینابالو واقع شده‌است.